# Liernais
Liernais ist eine französische Gemeinde mit 485 Einwohnern (Stand 1. Januar 2022) im Département Côte-d’Or in der Region Bourgogne-Franche-Comté. Sie gehört zum Arrondissement Beaune und zum Kanton Arnay-le-Duc.

## Geographie
Die Gemeinde liegt rund 60 Kilometer westlich von Dijon am Rande des Regionalen Naturparks Morvan. Hier entspringt noch unter dem Namen Ruisseau de Liernais das Flüsschen Suze, das zum Arroux entwässert. Ganz im Westen verläuft das Flüsschen Plaine, das über den Ternin ebenfalls den Arroux erreicht. Nachbargemeinden sind Thoisy-la-Berchère im Nordosten, Sussey im Osten, Censerey im Südosten, Brazey-en-Morvan im Süden, Blanot im Südwesten, Saint-Martin-de-la-Mer im Westen und Saulieu im Nordwesten.

## Bevölkerungsentwicklung
| Jahr                       | 1962 | 1968 | 1975 | 1982 | 1990 | 1999 | 2006 | 2016 |
| Einwohner                  | 663  | 646  | 616  | 649  | 628  | 593  | 557  | 520  |
| Quellen: Cassini und INSEE |      |      |      |      |      |      |      |      |

### Verkehrsanbindung
Auf dem Gemeindegebiet liegt der Flugplatz Saulieu-Liernais (ICAO-Code: LFEW). Die Gemeinde wird auch von der TGV-Verbindung TGV Sud-Est und der parallel verlaufenden Bahnstrecke von Autun nach Auxerre durchquert.

## Gemeindepartnerschaft
- Gau-Bischofsheim in Rheinhessen, Deutschland